# Aristide Letourneux
 (mai 2025).
Si vous disposez d'ouvrages ou d'articles de référence ou si vous connaissez des sites web de qualité traitant du thème abordé ici, merci de compléter l'article en donnant les références utiles à sa vérifiabilité et en les liant à la section « Notes et références ».
Pour les articles homonymes, voir Letourneux.
Aristide-Horace Letourneux, né le 21 février 1820 à Rennes (France), et mort le 3 mars 1890 à Alger (Algérie), est un magistrat, botaniste et entomologiste français.

## Biographie
Originaire d'Angers, sa famille est une des plus anciennes de la ville. Son père Horace Letourneux est procureur général près les cours d'appel de Douai, Poitiers et Riom puis président de chambre à la cour d'appel de Rouen. Il fait ses études au collège de Rennes et après des études de droit, obtient le diplôme de docteur en droit. Il commence sa carrière en étant secrétaire du parquet à Rennes puis substitut du procureur à Chateaulin et Saint-Flour. Il étudie la langue celtique.
En 1850, il s'installe à Nantes après la disgrâce paternelle à la suite de la révolution de 1848. Il entame une collection de mollusques avec son oncle Tacite Letourneux, passionné d'histoire naturelle et lui aussi magistrat.
Il devient procureur à Bône en Algérie : il y étudie l'arabe et le kabyle, réunit des collections archéologiques, botaniques et malacologiques. Il fait partie de nombreuses institutions scientifiques et ses connaissances savantes sont reconnues. Il est, entre autres, conseiller de la cour d'Alger, président de la société de climatologie d'Alger, vice-président de la société historique d'Alger et membre de la société botanique de France...

## La Kabylie et les coutumes kabyles
Il est coauteur avec le militaire Adolphe Hanoteau d'un ouvrage intitulé La Kabylie et les coutumes kabyles. Cette œuvre en trois volumes parut la première fois en 1868 à Paris, éditée par l'Imprimerie nationale (1872-1873), puis une seconde fois chez Challamel en 1893. Une nouvelle édition (revue et augmentée) est sortie aux Éditions Bouchène en 2003. Le livre contient une enquête minutieuse sur la Kabylie : la géographie, les villages, les tribus, la population, la faune, la flore, l'organisation sociale et les lois coutumières régissant les affaires des villageois.
Le succès de l'ouvrage à l'époque est retentissant et les articles à son sujet sont nombreux. À la suite de ce succès, Letourneux est nommé chevalier de la légion d'honneur, officier d'académie, officier du Saint-Sauveur.

## Fin de carrière
En 1876, il est envoyé en Égypte pour siéger et défendre les intérêts de la France dans une cour mixte à Alexandrie, il en est élu vice-président. En 1880, il prend sa retraite et visite l'Europe, l'Asie Mineure jusqu'au Liban.
En 1881, il s'installe dans le quartier Saint-Eugène d'Alger tout en explorant la côte à Dellys et à Bougie. Sa renommée est telle qu'il est invité à participer à l'Exploration scientifique de la Tunisie (1883-1885), dirigée par Ernest Cosson, chargée d’étudier l’histoire naturelle de la Tunisie et à laquelle participent Paul-Napoléon Doumet-Adanson (1834-1897), Victor Constant Reboud (1821-1889) et Edmond Bonnet (1848-1922). Aristide Letourneux rédige des rapports en malacologie, botanique et entomologie à cette occasion.
Il meurt le 3 mars 1890, à la suite d'un accident du cheval lors d'une expédition scientifique dans l'Aurès alors qu'il préparait un ouvrage sur le droit musulman. Il lègue plus de huit mille volumes à la Bibliothèque Nationale d'Alger, sa collection archéologique à la ville de Nantes et sa collection de mollusques au Muséum des sciences naturelles d'Angers.
Son herbier a été intégré à la collection de l'herbier Lloyd, actuellement conservée au muséum des sciences naturelles d'Angers.

## Distinctions
- Officier de la Légion d'honneur (1880)[2]
- Officier d'académie

## Œuvres
- Étude Botanique Sur La Kabylie Du Jurjura, Kessinger Publishing, 1871.
- avec Adolphe Hanoteau, La Kabylie et les coutumes kabyles, A.Challamel, 1893.

## Sources
- François Pouillon, Dictionnaire des orientalistes de langue française.
- Émile Letourneux (Commandant.), Notice biographique sur Tacite et Aristide Letourneux.
- M. Allard, Éloge de M. Letourneux ancien Conseiller honoraire à la Cour d'appel d'Alger.